# Say It Right
"Say It Right" é uma canção escrita e cantada pela cantora luso-canadense Nelly Furtado e pelos produtores Timothy "Timbaland" Mosley e Nate "Danja" Hills para o terceiro álbum de estúdio de Nelly, Loose (2006). Ele foi co-produzido por Timbaland e Danja e teve seu quarto single lançado na América do Norte e Austrália, com seu lançamento nas rádios dos Estados Unidos em 31 de Outubro de 2006. Em Fevereiro de 2007 se tornou o segundo single de Nelly a ocupar o primeiro lugar nos Estados Unidos (o primeiro foi "Promiscuous"). A canção serviu como o quarto single na Europa e Ásia; ela foi lançada no Reino Unido em Março de 2007 como um single obtido apenas através de downloads. A canção foi o quinto single do álbum na América Latina. "Say It Right" é considerada pelos críticos e fãs da cantora como o melhor single da carreira dela, além de ter sido a segunda canção mais vendida em 2007, ficando atrás apenas de "Umbrella", de Rihanna. A canção foi tocada durante a abertura do Miss Universo 2007, realizado no México. Foi a mais tocada entre 2007-2008.

## Videoclipe
O videoclipe de "Say It Right" foi dirigido pela dupla inglesa Rankin & Chris e filmado em Los Angeles, Califórnia no final de 2006. O vídeo também conta com a presença do produtor da canção, Timbaland, que também faz os backing vocals. Ele foi filmado quase que junto com o vídeo de "All Good Things (Come to an End)", o terceiro single do álbum na Europa. Furtado chamou o vídeo de sua "primeira coisa com ação" desde o vídeo de seu single de 2000, "I'm Like a Bird", e disse que é também uma experiência com o que ela chamou de "um momento toalmente rockstar. Isso é tão icônico." O pequeno vestido plumado que Furtado veste na abertura do clipe foi desenhado especialmente para ela pelo designer australiano Alex Perry, que disse, "É tão legal assim porque ela se livrou um pouco da imagem do que ela era antes; ela se tornou um pouco mais sensual e glamourosa."

## Formatos e faixas
CD single australiano
1. "Say It Right" (edição para rádio)
2. "Maneater" (Sessão ao vivo na rádio)

CD promocional dos EUA
1. "Say It Right" (edição para rádio)
2. "Say It Right" (versão do álbum)
3. "Say It Right" (versão do clipe)

12" promocional dos EUA
1. "Say It Right" (versão principal)
2. "Say It Right" (instrumental)

Maxi-CD alemão
1. "Say It Right" (edição para rádio)
2. "What I Wanted"
3. "Say It Right" (Peter Rauhofer Remix - Parte 1)
4. "Say It Right" (versão do clipe)

Download no Reino Unido
1. "Say It Right" (edição para rádio)
2. "What I Wanted"
3. "Say It Right" (Sessão ao vivo no iTunes)

Outras versões
1. "Say It Right (Remix)" (participação de Balistik)

## Indicações
• Grammy Award: Melhor Performance Vocal Pop Feminina 2008 (indicado)
• Grammy Awards Melhor Colaboração Pop com Vocais 2008 (indicado)
• MuchMusic Video Award: Melhor vídeo internacional de um canadense 2007 (indicado)
• Prêmio Echo de Single do Ano 2008 (indicado)
• Danish Music Award: Sucesso Internacional do Ano 2008 (indicado)
• MuchMusic Video Award de Escolha do Público: Artista Canadense Favorito 2007 (indicado)
• MuchMoreMusic Award 2007 (indicado)

## Desempenho nas paradas

### Posições
| Top (2007)               | Melhor posição |
| ------------------------ | -------------- |
| EUA - Billboard Hot 100  | 1              |
| Nova Zelândia - Top 40   | 1              |
| Portugal - Top 50        | 1              |
| França - Singles Top 100 | 1              |
| Itália - Singles Top 50  | 1              |
| Suíça - Singles Top 100  | 1              |
| United World Chart       | 1              |

| Top (2007)                   | Melhor posição |
| ---------------------------- | -------------- |
| Brasil - Hot 100 Singles     | 3              |
| Austrália - Top 50 Singles   | 2              |
| Suécia - Top 100 Singles     | 2              |
| Holanda - Dutch Top 40       | 2              |
| Alemanha - Singles Top 100   | 2              |
| Noruega - Singles Top 20     | 2              |
| Reino Unido - Top 75 Singles | 10             |

| 1  | 24 | 87.000  | 87.000    |
| 2  | 17 | 119.000 | 206.000   |
| 3  | 17 | 120.000 | 326.000   |
| 4  | 16 | 143.000 | 469.000   |
| 5  | 13 | 155.000 | 624.000   |
| 6  | 08 | 167.000 | 791.000   |
| 7  | 05 | 175.000 | 966.000   |
| 8  | 05 | 178.000 | 1.114.000 |
| 9  | 03 | 184.000 | 1.328.000 |
| 10 | 02 | 192.000 | 1.520.000 |
| 11 | 04 | 201.000 | 1.721.000 |
| 12 | 04 | 207.000 | 1.928.000 |
| 13 | 04 | 209.000 | 2.137.000 |
| 14 | 03 | 222.000 | 2.359.000 |
| 15 | 03 | 226.000 | 2.585.000 |
| 16 | 03 | 226.000 | 2.811.000 |
| 17 | 03 | 239.000 | 3.050.000 |
| 18 | 05 | 253.000 | 3.303.000 |
| 19 | 04 | 259.000 | 3.562.000 |
| 20 | 05 | 254.000 | 3.816.000 |
| 21 | 06 | 244.000 | 4.060.000 |
| 22 | 06 | 246.000 | 4.306.000 |

| 23 | 06 | 236.000 | 4.542.000 |
| 24 | 06 | 234.000 | 4.776.000 |
| 25 | 06 | 230.000 | 5.006.000 |
| 26 | 06 | 224.000 | 5.230.000 |
| 27 | 05 | 223.000 | 5.453.000 |
| 28 | 05 | 217.000 | 5.670.000 |
| 29 | 04 | 203.000 | 5.873.000 |
| 30 | 07 | 186.000 | 6.059.000 |
| 31 | 06 | 180.000 | 6.239.000 |
| 32 | 07 | 163.000 | 6.402.000 |
| 33 | 08 | 161.000 | 6.563.000 |
| 34 | 08 | 160.000 | 6.723.000 |
| 35 | 11 | 141.000 | 6.864.000 |
| 36 | 12 | 133.000 | 6.997.000 |
| 37 | 13 | 121.000 | 7.118.000 |
| 38 | 14 | 113.000 | 7.231.000 |
| 39 | 19 | 100.000 | 7.331.000 |
| 40 | 22 | 88.000  | 7.419.000 |
| 41 | 23 | 88.000  | 7.507.000 |
| 42 | 33 | 71.000  | 7.578.000 |
| 43 | 40 | 63.000  | 7.641.000 |